# Harry Palmer
Pour les articles homonymes, voir Harry Palmer (homonymie) et Palmer.
Harry Palmer est un personnage de fiction créé d'après celui (sans nom) des premiers romans de l'écrivain Len Deighton.
Espion britannique, il a été incarné au cinéma par Michael Caine dans trois films des années 1960 : Ipcress - Danger immédiat (1965), Mes funérailles à Berlin (1966), Un cerveau d'un milliard de dollars (1967) et deux téléfilms du milieu des années 1990 : Beijing Express (1995) et Minuit à St Petersbourg (1995). La série télévisée Harry Palmer : The Ipcress File a été diffusée en 2022.

## Biographie de fiction
Dans le premier film, on apprend qu'il a été sergent dans l'armée britannique et affecté à Berlin (curieusement, c'est aussi le cas de Michael Caine) et qu'il a été ensuite transféré aux services secrets (on s'éloigne de Michael Caine) dans les services bureaucratiques par punition, ce que lui rappellent ses deux chefs successifs. Toujours dans le premier film, il dit à sa maîtresse qu'il a été ainsi puni pour avoir fait du marché noir en grugeant des civils allemands. C'est supposé se passer avant le blocus de Berlin-Ouest, alors que les Allemands, perçus comme complices au moins passifs du nazisme, sont peu sympathiques aux Occidentaux. Harry Palmer apparaît tout de même comme une personne peu morale. Par son comportement avec sa maîtresse, on apprend qu'il apprécie particulièrement la musique classique et qu'il est bon cuisinier. Par son comportement avec ses collègues, on constate qu'il est gros dormeur et souvent en retard aux permanences qu'il doit assurer. Toutes ces particularités ne seront plus mises en évidence dans les films suivants. La seule constante est sa myopie ; curieusement, c'est aussi le cas de Michael Caine, qui dira (notamment dans les bonus des DVD) que cela lui a permis de tourner avec ses lunettes. Harry Palmer retournera à Berlin (Ouest et Est) dans le deuxième film.